# 안병해
안병해(安秉海, 1956년 7월 12일 ~ , 부산광역시 강서구 강동동)은 대한민국의 정치인이다. 
민선 부산 강서구청장을 지냈고 농업에 종사하고 있다.

## 약력
- 삼광초등학교 졸업
- 가락중학교 졸업
- 부산해양고등학교 졸업
- 부산대학교 법과대학 법학과 졸업(1982 ~ 1987)
- 서울대학교 대학원 사법발전연구과정(1987 ~ 1989)

## 주요 경력
- 2002년 7월 1일 ~ 2005년 2월 15일 : 제8대 부산 강서구청장(민선, 한나라당)

## 범죄전력
- 도로교통법위반(음주운전): 벌금 1,500,000원 - 2010년 12월 6일 선고[1]

### 금품수수
골재채취업자로부터 2003년 4월부터 8차례 3억 4천만원 가량의 뇌물을 받은 혐의로 2005년 2월 5일에 구속되었다. 안병해는 검찰의 공소사실을 인정하였고, 2005년 9월 29일 항소심서 징역 1년 6개월이 확정되었다가 2008년 광복절 특사로 특별복권되었다. 그러나 안병해는 2010년 지방선거에 출마하면서 '부정한 돈을 받았으면 감옥에 있었을 것'이라고 주장한 바 있다.
2005년 9월 29일 뇌물수수, 정치자금에관한법률위반으로 징역 1년 6월을 선고받았다.

## 역대 선거 결과
|  | 17.41% |

|  | 10.48% |

|  | 31.24% |

|  | 45.43% |

|  | 55.42% |

|  | 21.86% |

|  | 31.33% |

|  | 19.69% |